# Daniel Neumann (Eishockeyspieler)
Daniel Neumann (* 22. Februar 2002 in Freiburg im Breisgau) ist ein deutscher Eishockeyspieler, der seit Juli 2025 bei den Iserlohn Roosters aus der Deutschen Eishockey Liga (DEL) unter Vertrag steht. Zuvor spielte der Stürmer unter anderem für die Schwenninger Wild Wings in der DEL sowie den EV Zug in der Schweizer National League.

## Karriere

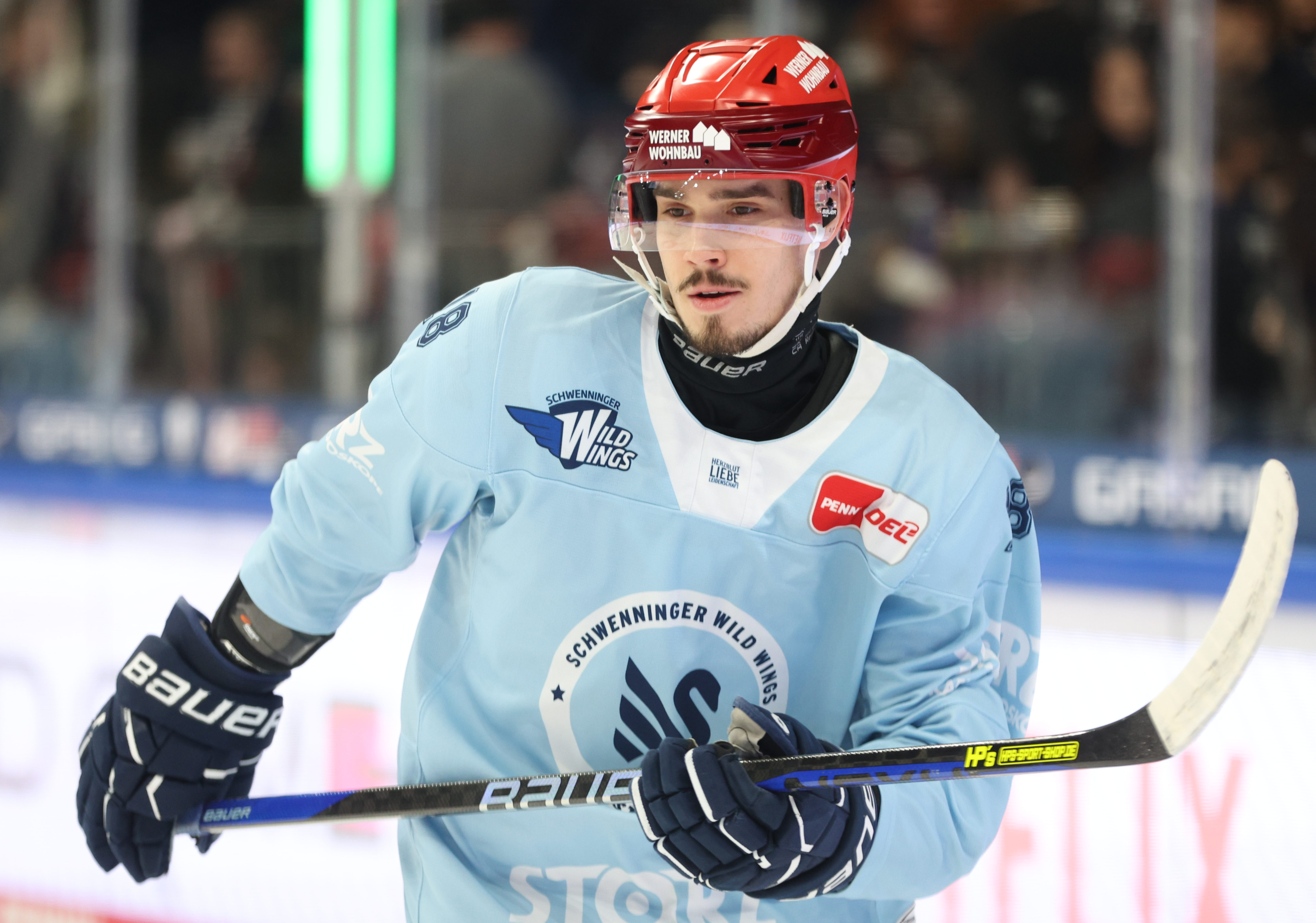
Neumann im Trikot der Schwenninger Wild Wings (2024)

Mit dem Eishockeyspielen begann Daniel Neumann beim EHC Freiburg. Nach einer Saison beim Schwenninger ERC schloss er sich im Jahr 2017 dem EHC Basel an. Ab 2019 spielte er für den Nachwuchs des EV Zug. In den folgenden Jahren etablierte er sich nach und nach auch im Herrenbereich. In der Saison 2020/21 debütierte er für die EVZ Academy in der Swiss League. Im Jahr 2022 erhielt er eine Schweizer Spielerlizenz und belastete damit nicht mehr das Ausländerkontingent. Daraufhin kam er auch zu seinen ersten Einsätzen für die Profimannschaft des EV Zug in der National League und der Champions Hockey League (CHL). Parallel lief der Stürmer weiterhin auch für das U20-Team auf, mit dem er in den Jahren 2021 und 2022 die Schweizer Meisterschaft gewann. 
Im November 2022 wechselte Neumann zunächst auf Leihbasis zurück nach Schwenningen. Nach überzeugenden Leistungen in der Deutschen Eishockey Liga (DEL) verpflichteten ihn die Wild Wings fest und statteten ihn im Januar 2023 mit einem Zweijahresvertrag aus. In 144 Spielen erzielte der Linksschütze 26 Punkte, bevor er nach der Saison 2024/25 keinen neuen Vertrag erhielt. Anschließend wurde er von Ligakonkurrent Iserlohn Roosters verpflichtet.

### International
Neumann wurde bereits im Bereich der U14 in die Baden-Württemberg-Auswahl berufen. In der Saison 2018/19 absolvierte er seine ersten Spiele für die deutsche U17-Nationalmannschaft, ein Jahr später nahm er auch für die U18-Auswahl an mehreren Turnieren teil.

## Erfolge und Auszeichnungen
- 2021 Schweizer U20-Meister mit dem EV Zug
- 2022 Schweizer U20-Meister mit dem EV Zug

## Karrierestatistik
Stand: Ende der Saison 2024/25
(Legende zur Spielerstatistik: Sp oder GP = absolvierte Spiele; T oder G = erzielte Tore; V oder A = erzielte Assists; Pkt oder Pts = erzielte Scorerpunkte; SM oder PIM = erhaltene Strafminuten; +/− = Plus/Minus-Bilanz; PP = erzielte Überzahltore; SH = erzielte Unterzahltore; GW = erzielte Siegtore; 1 Play-downs/Relegation; Kursiv: Statistik nicht vollständig)